# Tramvajová doprava v Dubaji
Tramvajová doprava v Dubaji (arabsky ترام دبي‎) je tramvajový systém v Dubaji vlastněný organizací Dubai Roads and Transport Authority (RTA). Tramvajová trať vede 14,5 km podél silnice Al Sufouh Road, spojující čtvrť Dubai Marina, Palm Jumeirah a oblast Al Sufouh. Trať navazuje na stanice DMCC a Sobha Realty červené linky dubajského metra.
První úsek tramvajové trati, dlouhý 10,6 km a obsluhující 11 zastávek, byl slavnostně otevřen 11. listopadu 2014 šejkem Muhammadem bin Rašídem Al Maktúmem. Dne 12. listopadu 2014 byla trať oficiálně uvedena do provozu.

## Výstavba
Plánování a výstavby tramvajové trati se ujalo sdružení společností Alstom, Besix a Parsons.
K 10. říjnu 2010 probíhaly stavební práce na tramvajové trati podle plánu, který předpokládal dokončení v roce 2014. O měsíc později byl projekt kvůli nedostatku financí pozastaven. Výstavba tramvajové trati byla obnovena v lednu 2011, kdy bylo dokončeno 30 % první etapy. V polovině roku 2014 byla tramvajová trať uvedena do testovacího provozu, přičemž v listopadu téhož roku byl zahájen její oficiální provoz.

## Zastávky
| Kód | Název zastávky (anglicky)  | Název zastávky (arabsky) | Poznámky                                                                       |
| --- | -------------------------- | ------------------------ | ------------------------------------------------------------------------------ |
| 1   | Jumeriah Beach Residence 1 | أبراج شاطئ الجميرا 1     |                                                                                |
| 2   | Jumeriah Beach Residence 2 | أبراج شاطئ الجميرا 2     |                                                                                |
| 3   | Jumeriah Lakes Towers      | أبراج بحيرات الجميرا     | Přestupní zastávka se stanicí DMCC na červené lince metra                      |
| 4   | Dubai Marina Mall          | دبي مارينا مول           |                                                                                |
| 5   | Dubai Marina               | دبي مارينا               | Přestupní zastávka se stanicí Sobha Realty na červené lince metra              |
| 6   | Marina Towers              | أبراج المارينا           |                                                                                |
| 7   | Mina Seyahi                | الميناء السياحي          |                                                                                |
| 8   | Media City                 | مدينة دبي للإعلام        |                                                                                |
| 9   | Palm Jumeriah              | نخلة جميرا               | Přestupní zastávka se stanicí Palm Gateway na jednokolejné trati Palm Monorail |
| 10  | Knowledge Village          | قرية المعرفة             |                                                                                |
| 11  | Al Sufouh                  | الصفوح                   |                                                                                |

## Provoz

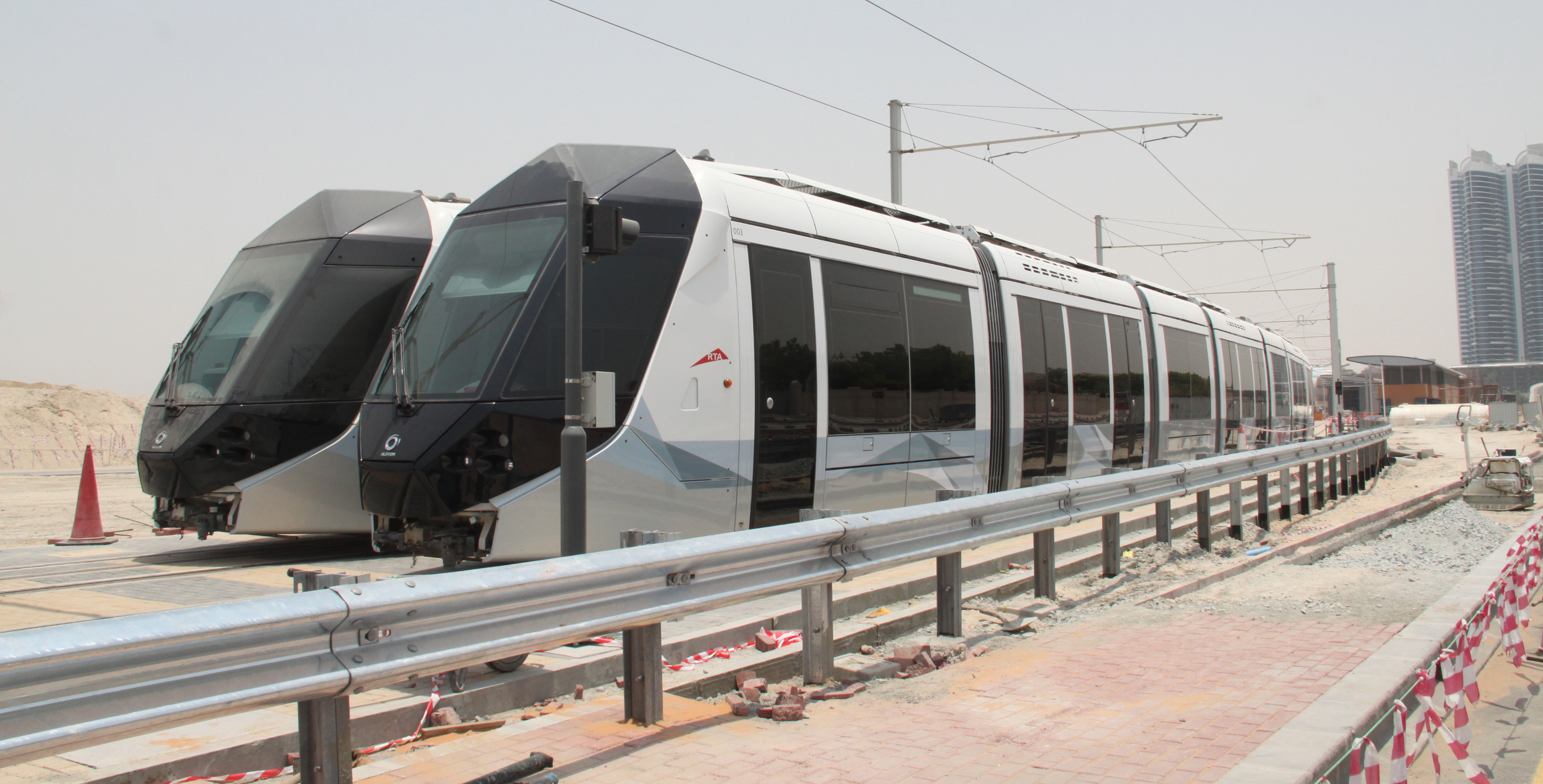
Tramvaje Alstom Citadis 402 u vozovny Al Sufouh v červenci 2014

Tramvajovou dopravu v Dubaji provozuje společnost Keolis.MHI na základě smlouvy s organizací Dubai Roads and Transport Authority, která je vlastníkem trati.
Aby byla zajištěna bezpečnost tramvaje a cestujících, musí každý řidič před jízdou absolvovat test na alkohol. Tramvaje jsou také vybaveny spínačem mrtvého muže, který musí řidiči stisknout každé tři až pět sekund, jinak se tramvaj zastaví.
Provoz tramvají je zajištěn denně od 6:00 do 01:00 hodin, s výjimkou neděle, kdy tramvaje jezdí od 9:00 do 01:00 hodin.

## Vozový park

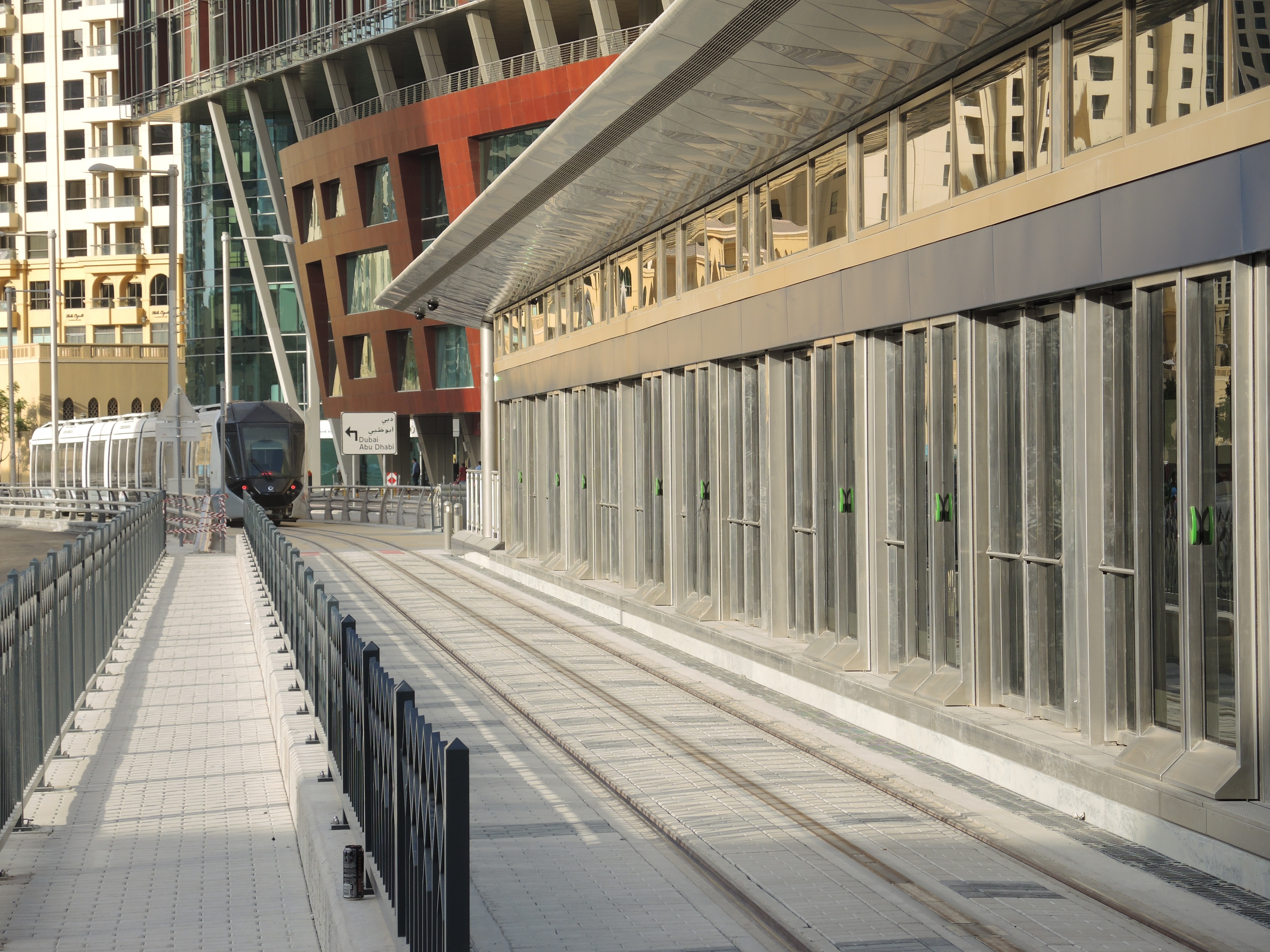
Zastávka s bezpečnostními posuvnými dveřmi

Pro první etapu bylo pořízeno 11 kusů sedmičlánkových tramvají Alstom Citadis 402. Tramvaje jsou dlouhé 44 m a mají kapacitu 408 cestujících. Maximální rychlost je 50 km/h, průměrná provozní rychlost je 20 km/h.
Tramvaje využívají napájení ze třetí kolejnice, a nepotřebují tak trolejové vedení. Tramvajová doprava v Dubaji je první tramvajovou sítí na světě, která používá v zastávkách bezpečnostní posuvné dveře a režim SVO (Supervised Vehicle Operation), který zajišťuje přesné zastavení tramvaje v zastávce a bezpečnost při nástupu a výstupu cestujících. Tramvaje mají zlatou a stříbrnou třídu a prostor vyhrazený pro ženy a děti.

## Události a nehody
- 2. října 2014 – během zkušební jízdy se s protijedoucí tramvají srazilo auto, které nerespektovalo červenou na semaforu. Podle dubajské policie nebyl řidič ani nikdo jiný při nehodě zraněn, ale vozidlo utrpělo poškození přední části a tramvaj utrpěla minimální škody.[16]
- 17. prosince 2014 – tramvajový provoz byl na 15 minut přerušen kvůli srážce tramvaje s automobilem poté, co řidič automobilu přehlédl zelenou pro jiný jízdní pruh a omylem odbočil vlevo na červenou, načež zastavil na kolejích tramvaje na křižovatce v Jumeirah Beach Residence.[17][18]
- 16. dubna 2024 – kvůli silnému dešti, který způsobil záplavy, byl provoz tramvají přerušen, nicméně následující den byl provoz obnoven v plném rozsahu.[19][20]